# Macbeth (operă)
 Macbeth  (titlul original: în italiană Macbeth) este o operă în 4 acte de Giuseppe Verdi, după un libret de Francesco Maria Piave și Andrea Maffei (bazat pe drama Macbeth de William Shakespeare).
Premiera operei a avut loc la Teatro della Pergola din Florența, în ziua de 14 martie 1847. O versiunea revizuită a operei a fost prezentată in ziua de 21 aprilie 1865 la Théâtre Lyrique din Paris.
Durata operei: cca 2 ¾ ore.
Locul și perioada de desfășurare a acțiunii: Scoția, în secolul al XI-lea.

## Personajele principale
- Duncan, regele Scoției (rol mut)
- Malcolm, fiul regelui Duncan (tenor)
- Macbeth, general în armata regelui Duncan (bariton)
- Lady Macbeth, soția generalului Macbeth (soprană)
- O damă de companie a sa (mezzosoprană)
- Banquo, general în armata regelui Duncan (bas)
- Macduff, nobil scoțian (tenor)
- un medic, (bas)
- un vestitor, (bas)
- un ucigaș, (bas)
- Fleance, fiul lui Banquo (rol mut)
- doamne și nobilime scoțiană, soldați, gărzi, servitori, refugiați, popor, vrăjitoare și spirite [1]